# Cour Viguès
Cour Viguès är en gata i Quartier de la Roquette i Paris 11:e arrondissement. Cour Viguès, som börjar vid Rue du Faubourg-Saint-Antoine 59 och slutar vid Cour Saint-Joseph, är uppkallad efter köpmannen Jacques Viguès (1784–1861), en fastighetsägare i grannskapet.

## Omgivningar
- Saint-Antoine-des-Quinze-Vingts
- Place de la Bastille
- Opéra Bastille
- Bois de Vincennes
- Coulée verte René-Dumont
- Rue Crémieux

## Bilder
| - Saint-Antoine-des-Quinze-Vingts. - Place de la Bastille. - Färgglada hus vid Rue Crémieux. |

## Kommunikationer
- Tunnelbana – linjerna    – Bastille
- Tunnelbana – linje  – Ledru-Rollin
- Busshållplats La Boule Blanche – Paris bussnät, linje 76 86

### Webbkällor
- ”Cour Viguès”. Mairie de Paris. http://www.v2asp.paris.fr/commun/v2asp/v2/nomenclature_voies/Voieactu/9794.nom.htm. Läst 8 april 2021.
- ”Cour Viguès”. Les rues de Paris. https://www.parisrues.com/rues11/paris-11-cour-vigues.html. Läst 8 april 2021.